# Filippinerna i olympiska sommarspelen 1948
Filippinerna deltog med 26 deltagare vid de olympiska sommarspelen 1948 i London. Ingen av landets deltagare erövrade någon medalj.